# Vogtländer Weißkopf-Trommeltaube
| Vogtländer Weißkopf Trommeltaube | Vogtländer Weißkopf Trommeltaube |
| -------------------------------- | -------------------------------- |
| Rasse:                           | Columba livia domestica          |
| Rassengruppe:                    | Trommeltauben                    |
| Erste Züchtung:                  | 1858                             |
| Zuchtpaare:                      | 500 (Stand 2013)                 |
| Zuchten:                         | 96 (Stand 2013)                  |
| Anzahl an Farbenschlägen:        | 13                               |
| Sonderverein im VDT:             | Eintrag                          |
| Liste von Haustaubenrassen       |                                  |

Die Vogtländer Weißkopf-Trommeltaube oder Vogtländische Weißkopf-Trommeltaube ist eine im sächsischen Vogtland erstmals gezüchtete Taubenrasse.

## Zuchtgeschichte
Die Vogtländer Weißkopf-Trommeltaube wurde erstmals 1858 im vogtländischen Adorf gezüchtet. Sie wurde aus schnabelkuppigen Trommel- und gemönchten Farbentauben erzüchtet. Das Vogtland und das Erzgebirge sind noch heute die Hauptzuchtgebiete. Vereinzelt wird die zu den Trommeltauben zählende Rasse auch in Bayern gezüchtet.

## Kennzeichen und Haltung
Die Vogtländische Weißkopf-Trommeltaube ist eine kräftige Taube mit fast waagerechter Haltung und breiter Brustpartie. Ihr Stand soll tief, gleichwohl aber so sein, dass die Latschen und Geierfedern gut sichtbar sind. Der Kopf wird geziert von einer ovalen, federreichen Schnabelnelke. Kopf, Latschen und Handschwingen sind weiß, alle anderen Federn sind farbig. Es gibt 13 anerkannte Farbenschläge:
- Schwarz,
- Rot,
- Gelb,
- Blau mit schwarzen oder ohne Binden,
- Blaufahl mit dunklen oder ohne Binden oder gehämmert,
- Rotfahl bzw. Gelbfahl mit Binden oder gehämmert und Erbsgelb. Die Taubenrasse ist spalterbig. Es treten somit neben den gewünschten, auch einfarbige Tiere auf.

Die Tiere sind sehr geschickte Flieger, da sie ihre Federn beim Flug nach hinten klappen, damit sie nicht stören.
Die Rasse muss so gehalten werden, dass die Tiere ihre Fußbefiederung nicht beschädigen. Als Einstreu werden Sägespäne empfohlen. Zu erwarten sind außerdem besondere Latschenpflege, angefangen bei größtmöglicher Sauberkeit im Schlag. Um zu verhindern, dass Jungtauben aus dem Nest getragen werden, sollten während der Zuchtsaison die Latschenfedern beschnitten sein.

## Bestand
Die hohen Ansprüche der Vogtländischen Weißkopf-Trommeltaube haben einen geringen Bestand zur Folge. Insgesamt sind in Deutschland 96 Zuchten mit 500 Zuchtpaaren verzeichnet (Stand 2013). In Sachsen allein gibt es 20 Zuchten mit 150 Paaren.

## Belege
1. 1 2  Vogtländer Weißkopf-Trommeltaube Sächsisches Landesamt für Umwelt, Landwirtschaft und Geologie
2. ↑  Vogtländer Weißkopf-Trommeltauben. In: Verband Deutscher Rassetaubenzüchter e.V. Abgerufen am 24. Januar 2023 (deutsch).
3. ↑  Freie Presse vom 24. Januar 2023. Auerbacher Zeitung S. 12. Titel: „Fliegende Botschafter vom Aussterben bedroht“. Autor: Silvia Kölbel

mehrfach zitiert: Karsten Michaelis, Vorsitzender des Sondervereins Vogtländischer Weißkopftrommeltauben